# Orthaltica copalina
Orthaltica copalina är en skalbaggsart som först beskrevs av Fabricius 1801.  Orthaltica copalina ingår i släktet Orthaltica och familjen bladbaggar. Inga underarter finns listade i Catalogue of Life.